# Обдукція

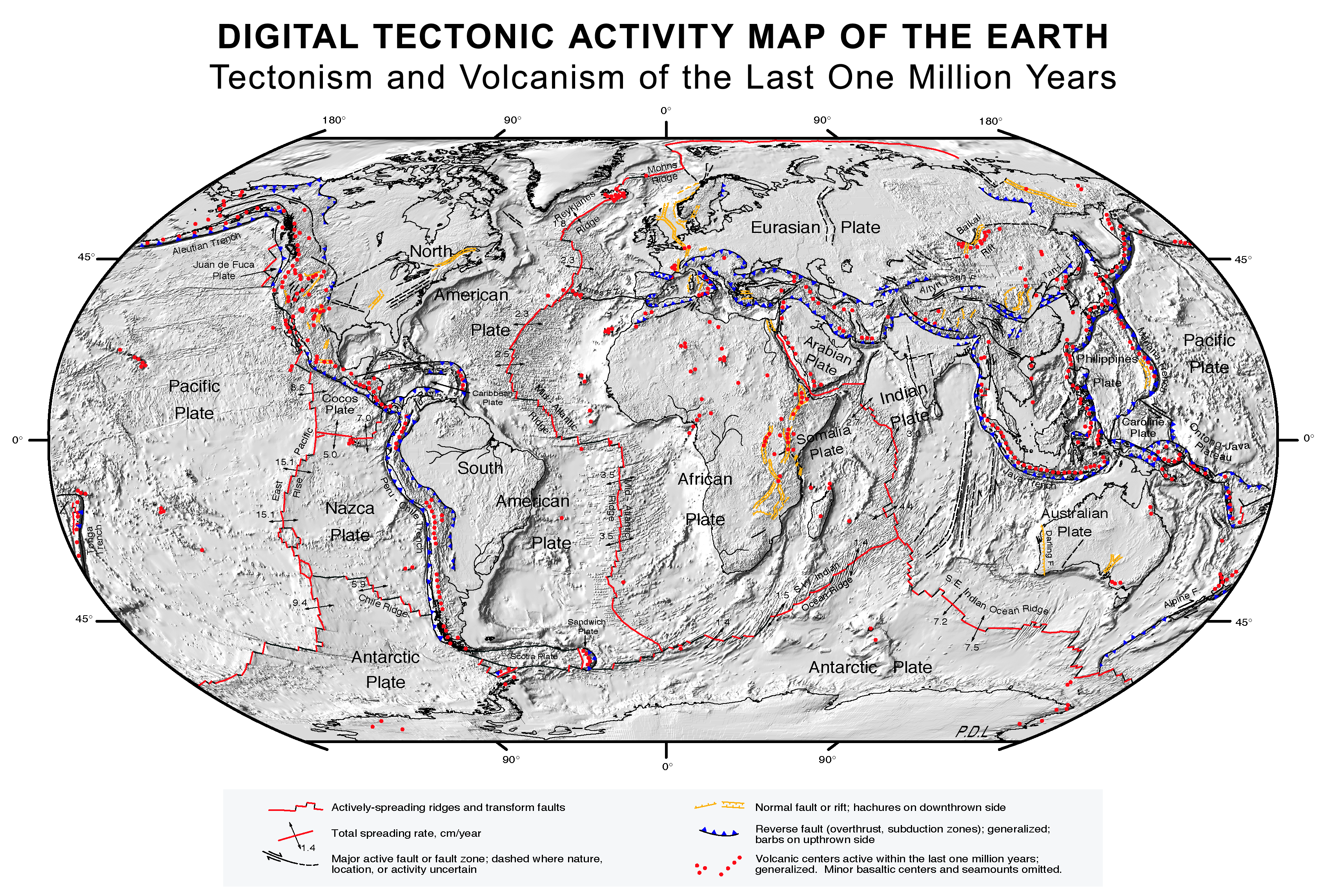
Мапа найбільшої активності тектонічних рухів.

Обдукція (рос. обдукция, англ. obduction, нім. Obduktion f) – насування океанічної літосфери (земної кори і порід верхньої мантії) на край континентальної плити (згідно з уявленнями нової глобальної тектоніки). Обдукція супроводжується виникненням зон дрібнофокусних землетрусів, нахилених в бік від краю континенту. 
Сучасний процес обдукції, як припускають, протікає в сх. частині Середземного моря, де плита Егейського моря насувається на ложе Середземного моря. 